# 納氏海蟾魚
納氏海蟾魚（学名：Thalassophryne nattereri），為輻鰭魚綱蟾魚目蟾魚科的其中一種，分布於西南大西洋區的巴西及阿根廷海域，棲息深度可達60公尺，頭大體粗短，體深褐色，魚鰭黑色，邊緣為白色，體長可達14公分，為底棲性魚類，棲息在沙底質的河口區。有毒性。